# 19. kolovoza
19. kolovoza (19. 8.) 231. je dan godine po gregorijanskom kalendaru (232. u prijestupnoj godini).
Do kraja godine imaju još 134 dana.

## Događaji
- 1458. – Za papu izabran Pio II.
- 1839. – Francuska vlada proglasila dagerotipiju projektom "Libérez au monde" (Slobodnim za svijet)
- 1919. – Osamostaljene Afganistana od Velike Britanije
- 1934. – Referendum u Njemačkoj: spapaju se uredi kancelara i predsjednika države te tako Hitler dobiva potvrdu da je postao Fürrer
- 1942. – Održana je Operacija Jubilej
- 1944. – Drugi svjetski rat: Pariz se oslobodio od njemačke okupacije
- 1960. – Sovjeti lansirali Sputnjik 5 u kojem su bili psi Belka i Strelka, 40-ak više miševa, 2 štakora te različite vrste biljaka
- 1977. – Veliki potres snage 7,0 po Richterovoj ljestvici koji je prouzročio cunami koji je odnio 316 ljuddskih života.
- 1981. – Incident u zaljevu Sidre
- 1991. – neuspješan pokušaj državnog udara u Moskvi
- 2005. – Započela je prva ikada održana zajednička rusko-kineska vojna vježba
- 2010. – Započelo masovno povlačenje američkih vojnika iz Iraka

| - 232. – Marko Aurelije Prob, rimski car († 282.) - 1631. – John Dryden, engleski književnik († 1700.) - 1646. – John Flamsteed, engleski astronom († 1719.) - 1743. – Madame du Barry, ljubavnica Luja XV († 1793.) - 1745. – Johan Gahn, švedski kemičar i otkrivač mangana († 1818.) - 1829. – Miho Klaić, hrvatski političar († 1896.) - 1830. – Julius Lothar von Meyer, njemački kemičar († 1895.) - 1870. – Bernard Baruch, američki biznismen († 1965.) - 1871. – Olive Wright, američki konstruktor zrakoplova († 1948.) - 1883. – Coco Chanel, francuska dizajnerica († 1971.) - 1901. – Rudolf Matz, hrvatski skladatelj i glazbeni pedagog († 1988.) - 1910. – Sveta Alfonsa, indijska redovnica († 1946.) - 1921. – Gene Roddenberry, američki scenarist i producent († 1991.) - 1924. – Willard Boyle, kanadski fizičar († 2011.) - 1928. – Zdenka Heršak, hrvatska glumica († 2020.) - 1946. – Bill Clinton, američki predsjednik - 1961. – Sandra Sabattini, talijanska blaženica († 1984.) - 1963. – John Stamos, američki glumac - 1974. – Janko Rakoš, hrvatski glumac | - 14. – (Gaj Julije Cezar Oktavijan) August, prvi Rimski car (* 63. pr. Kr.) - 998. – Fujiwara no Sukemasa, japanski kraopisac (* 944.) - 1186. – Gotfrid, engleski princ (* 1158.) - 1457. – Andrea del Castagno, talijanski slikar (* 1423.) - 1493. – Fridrik III., car Svetog Rimskog Carstva (* 1415.) - 1580. – Andrea Palladio, talijanski graditelj (* 1508.) - 1662. – Blaise Pascal, francuski filozof, matematičar i fizičar (* 1623.) - 1680. – Ivan Eudes, francuski svetac (* 1601.) - 1691. – Fazil Mustafa-paša Ćuprilić, veliki vezir Turskog Carstva (* 1637.) - 1753. – Balthasar Neumann, njemački arhitekt (* 1687.) - 1765. – Axel Fredrik Cronstedt, švedski kemičar i otkrivač nikla (* 1722.) - 1819. – James Watt, škotski izumitelj parnoga stroja (* 1736.) - 1936. – Federico García Lorca, španjolski pjesnik i dramatičar (* 1898.) - 1943. – Chaim Soutine, bjelorusko-židovski slikar (* 1893.) - 1994. – Linus Pauling, američki kemičar i pacifist (* 1901.) - 2003. – Sérgio Vieira de Mello, brazilski diplomat (* 1948.) - 2006. – Marko Culej, hrvatski biskup (* 1938.) - 2008. – Levy Mwanawasa, zambijski političar i predsjednik (* 1948.) |